# Cespitularia schlichteri
Cespitularia schlichteri is een zachte koraalsoort uit de familie Xeniidae. De koraalsoort komt uit het geslacht Cespitularia. Cespitularia schlichteri werd in 2008 voor het eerst wetenschappelijk beschreven door Janes. 